# Bandsvala
Bandsvala (Neophedina cincta) är en afrikansk fågel i familjen svalor inom ordningen tättingar.

## Utseende

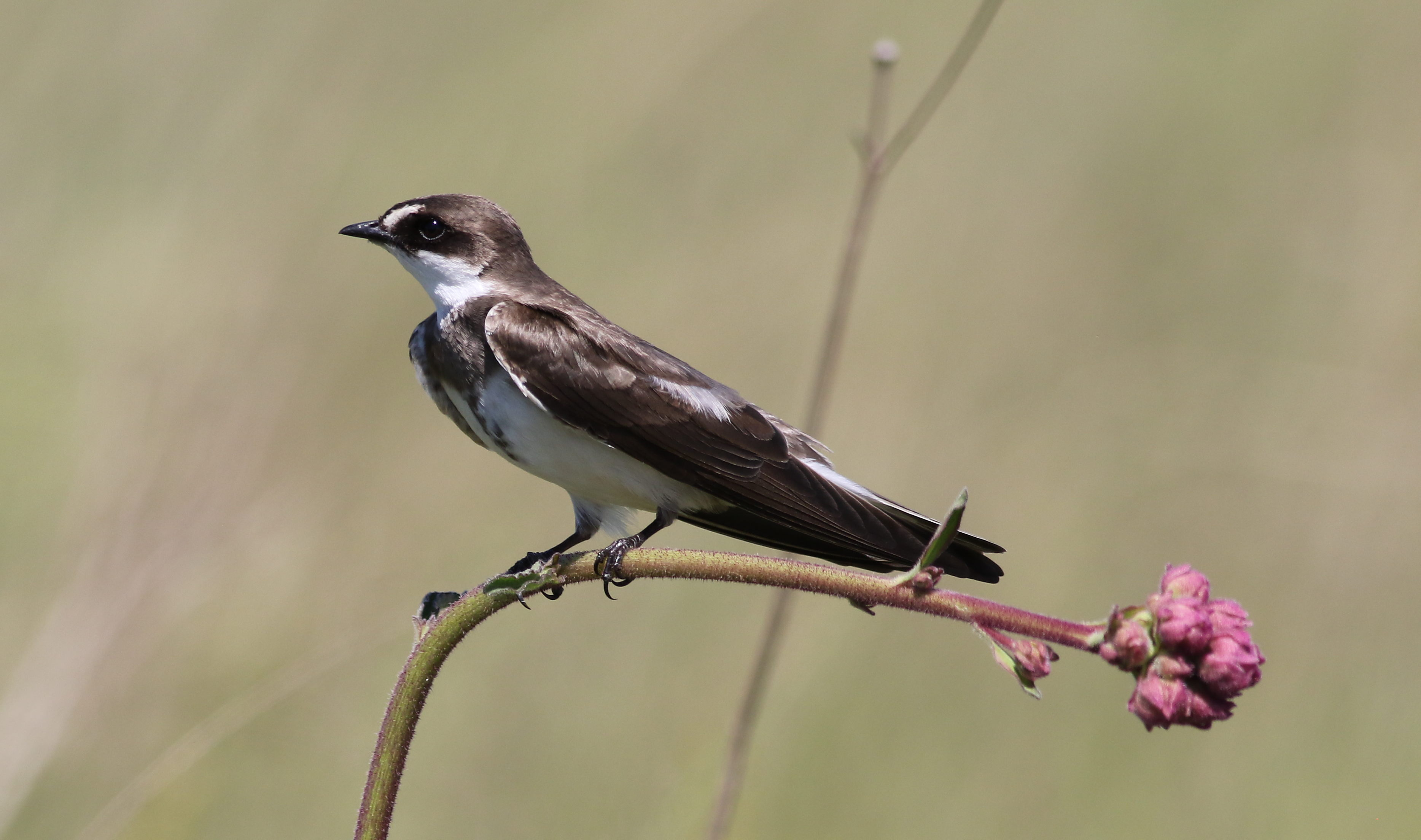

Bandsvala är en 15–17 cm lång svala. Den har jordbrun ovansida med ett vitt streck ovan ögat. Undersidan är vit, liksom undre vingtäckarna, med ett mörkbrunt bröstband och ibland ett tunt mörkt streck tvärs över undergumpen. Könen är lika, men på ungfågeln är bröstbandet blekare och den har även gyllene spetsar på ovansidans fjädrar.

## Läte
Sången är en gnisslig melodi som ibland avslutas i en drill. Även mer högljutt tjatter och korta "chip", "chrip" eller "kip” hörs.

## Utbredning och systematik
Bandsvala delas in i fem underarter med följande utbredning:
- erlangeri – förekommer i Etiopien och Sudan (övre Vita Nilen)
- suahelica – förekommer från södra Sydsudan till östra Demokratiska republiken Kongo, Uganda, västra Kenya, Rwanda, Burundi, västra Tanzania, Zambia, Malawi, Zimbabwe och västra Moçambique
- parvula – förekommer från norra Angola till sydvästra Demokratiska republiken Kongo och nordvästra Zambia. Flyttar till Kamerun.
- xerica – förekommer i ökenområdet Kalahari från norra Botswana och Namibia till Angola och västra Zambia
- cincta – förekommer från Zimbabwe och KwaZulu-Natal till Kapprovinsen.

Arten har även påträffats som tillfällig gäst i bland annat Egypten, Gambia, Saudiarabien, Somalia och Jemen.

### Släktestillhörighet
Bandsvala placeras traditionellt bland övriga backsvalor i släktet Riparia men genetiska studier visar att den bildar en klad tillsammans med kongosvala och maskarensvala, varför den numera ofta lyfts ut till det monotypiska släktet Neophedina. Denna linje följs här.

## Levnadssätt
Arten ses i öppna miljöer som jordbruksområden, gräsmarker och savann, vanligtvis nära vatten. Den är mindre social än sina släktingar och ses ofta i par eller små flockar. Den häcker inte hellre i kolonier. Fågeln gräver ut en 60-90 centimeter lång tunnel i en sandbank eller jordhög och vid dess slut bygger den ett bo av gräs och fjädrar. Däri lägger den två till fem vita ägg som ruvas av båda föräldrar. Arten lever av insekter som den fångar i flykten.

## Status
IUCN kategoriserar arten som livskraftig. Den tros öka i antal tillföljd av förändringar inom jordbruket. Världspopulationen har inte uppskattats, men den beskrivs som generellt ovanlig men lokalt vanlig i delar av Östafrika och frekvent förekommande i Etiopien.